# África ecuatorial

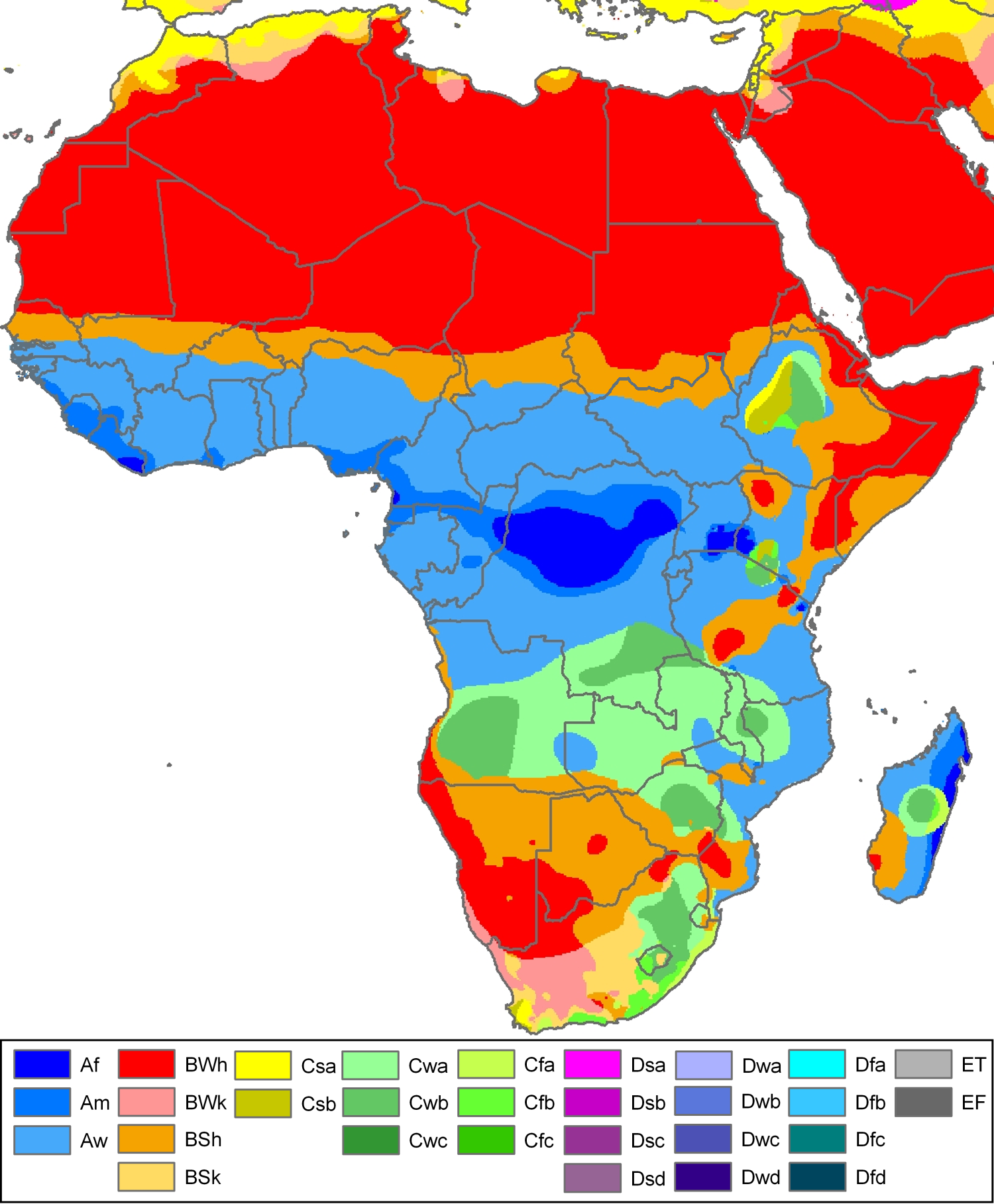
Mapa climático de África. África ecuatorial corresponde aproximadamente a las áreas en azul:
Clima ecuatorial lluvioso
Clima monzónico
Clima tropical de sabana

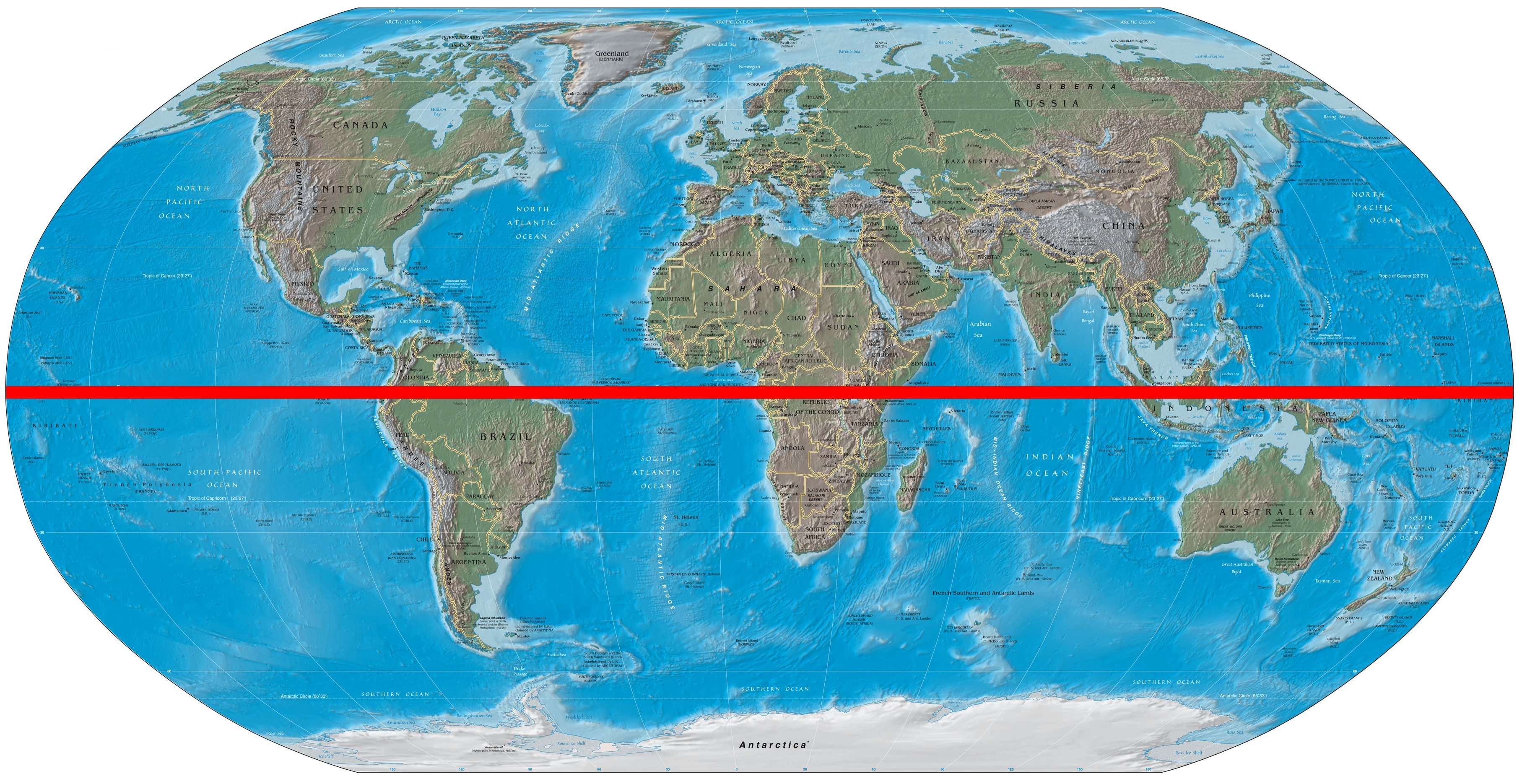
Mapa global con el ecuador terrestre en rojo.

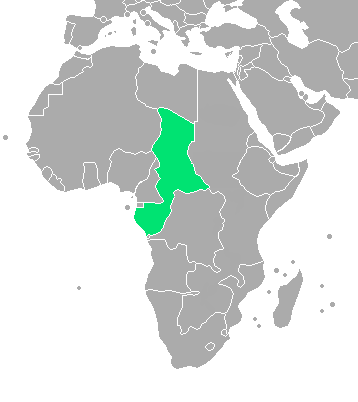
«África Ecuatorial Francesa» (término colonialista).

África ecuatorial o África tropical es un término ambiguo que se utiliza a veces para referirse al área del África subsahariana con un clima tropical, coincidente con las áreas atravesadas por el ecuador terrestre. Stricto sensu se refiere únicamente a la cuenca del Congo y la región de los Grandes Lagos; Lato sensu puede hacer referencia también a la Guinea y el Cuerno, o en definitiva, a toda la parte central del continente que se encuentra en la zona intertropical (entre cáncer y capricornio). Es un área predominantemente bantú.
El término se emplea a menudo en medicina tropical y en climatología, aunque en origen, esta denominación tenía connotaciones geopolíticas colonialistas; Francia empleó el término para su colonia, el África Ecuatorial Francesa (Afrique Equatoriale Française; AEF, 1910-1958), que corresponde con los actuales Gabón, República del Congo, República Centroafricana y Chad. También la Guinea Española cambió su nombre a Guinea Ecuatorial al independizarse de España en 1968.

## Países que conforman la región
Países atravesados por el ecuador (stricto sensu)
- República del Congo
- República Democrática del Congo
- Gabón
- Kenia*
- Santo Tomé y Príncipe
- Somalia*
- Uganda

*No comparten clima tropical, sino árido

Países a veces incluidos en el África ecuatorial (lato sensu)
- Burundi
- República Centroafricana
- Camerún
- Guinea Ecuatorial
- Ruanda
- Sudán del Sur
- Tanzania

Países africanos con clima tropical (término amplio)
- Angola
- Benín
- Chad
- Costa de Marfil
- Ghana
- Guinea
- Guinea-Bisáu
- Liberia
- Nigeria
- Sierra Leona
- Togo
- Zambia

## Climatología
Los climas tropicales son predominantes en el África ecuatorial. El clima tropical es cálido (la temperatura media es de 25º, nunca bajando de los 18º) y muy húmedo, con estación de lluvias y de sequías en sus extremos. Según la clasificación de Köppen, existen varios subclimas tropicales en África: ecuatorial lluvioso (Af), tropical monzónico (Am) tropical de sabana (Aw), ecuatorial de sabana (As), tropical seco (BSh) y tropical árido (Bwh).

## Hidrografía

### Cuenca del Congo
Se localiza al occidente de África Ecuatorial e incluye seis países que se encuentran en la gran depresión que forma la cuenca del río Congo o Zaire. Los países integrantes son: la República del Congo, la República Centroafricana, Guinea Ecuatorial, la República Democrática del Congo, el Camerún y Gabón.

### Los Grandes Lagos
Los países que conforman esta región se localizan alrededor del Lago Victoria.
Dentro de la hidrografía se encuentran lagos y ríos importantes como:
- Río Níger.
- Río Senegal.
- Río Congo.
- Lago Chad.
- Río Shebeli.
- Río Juba.

## Aspecto económico

### Agricultura y ganadería
Las principales actividades económicas de la región son: la agricultura, de donde se obtienen varios productos como la yuca, papa, maíz, café, té, algodón, plátano, cítricos, cacao, tabaco, palma de aceite y de coco y caña de azúcar; y la ganadería de bovino, ovino y caprino.

### Minería e industria
Existen también actividades mineras y una incipiente industria, sin embargo su producción es modesta. En la minería se explota petróleo, diamantes, hierro, oro y uranio, entre otros minerales. La pesca que se practica en algunos lugares.
Todos los países en que está dividida esta región fueron, hasta no hace más de cincuenta años, colonias de potencias europeas por más de 200 años, de allí se explica la profunda influencia que en materia cultural, política y económica tienen sus habitantes. El deseo de independencia de estos países, unido a la gran manipulación política de algunos estados europeos, trajo como consecuencia la aparición de más de treinta y dos estados africanos en esta subregión. La aparición a la vida independiente ha estado acompañada de numerosos conflictos sociales y políticos que han desangrado esta parte del mundo.  

## Ciudades más importantes de la región
- Acra: Es una ciudad moderna que posee varias universidades y un puerto comercial y marítimo bastante activo; ubicada en el golfo de Guinea es la capital de Ghana.
- Nairobi: Es una ciudad comercial y centro turístico. Es un punto de partida a las expediciones y safaris que se internan en la selva africana, la más rica del mundo en variedad y abundancia de fauna salvaje. Es la capital de Kenia.
- Lagos: Fue un importante centro de cazadores de esclavos durante los siglos XVIII y XIX.
- Dakar: Es una de las ciudades más modernas de África. Posee puerto y es una ciudad de aspecto europeo; situada estratégicamente, es la capital de Senegal.
- Jartum: Situada en el corazón de Sudán, es su capital y centro económico, administrativo y cultural.

Cabe mencionar que en algunos países de esta región, como Ruanda y Burundi, se vive una grave inestabilidad política y civil, ya que hay numerosos enfrentamientos entre grupos tribales que habitan el área. Asimismo, aquí se ubican países que están considerados entre los más pobres del mundo.